# Anca Parghel
Anca Parghel (n. 16 septembrie 1957, Câmpulung Moldovenesc — d. 5 decembrie 2008, Timișoara) a fost o cântăreață și profesoară de jazz, fosta soție a pictorului Virgiliu Parghel.

## Biografie
După ce a terminat Liceul de Muzică din Iași, și-a continuat studiile la Conservatorul de Muzică, tot din Iași, unde și-a dat licența cu lucrarea Charlie Parker, un geniu al improvizației.
Până în 1989, a predat canto, pian și improvizație la Liceul de Muzică din Suceava, în București, la Conservatorul de Muzică, în Belgia, la Bruges și Namur (La Marlagne), la Hanovra, Ravensburg, la Conservatorul din Leipzig, München, Oldenburg), în Germania, la Silsoe și Cleolaine Workshops în Marea Britanie și la Chișinău.
A cântat în cadrul marilor festivaluri de jazz începând cu 1984 (București, Brașov, Sibiu, Costinești, Iași, Nürnberg, Leipzig, Varșovia, Leverkusen, Viena, Liège, Tübingen, München, Linz, Zagreb, Varna, Lomza și Bratislava), dar și în cluburile de jazz din România, Bulgaria, Germania, Belgia, Austria și Elveția.
De-a lungul carierei a cântat alături de muzicieni români cunoscuți, între care Johnny Răducanu, Mircea Tiberian, Garbis Dedeian, dar și cu celebrități din jazzul mondial (Billy Hart, Archie Shepp, Larry Coryell, Jean-Louis Rassinfosse, Phillip Catherine, Marc Levine, Claudio Roditi, Thomas Stanko, Ricardo del Fra, Stephane Galland, Jon Hendricks Band, Klaus Ignatzek etc.).
Stabilită în Bruxelles, Belgia, Anca Parghel și-a continuat activitatea la catedră, ca profesor de jazz vocal la Conservatorul Regal de Muzică din Bruxelles și la Conservatorul Lemmens, dar și ca muziciană și vocalistă pe scenele de jazz din Belgia, Germania și Olanda în formule de trio, cvartet sau cvintet, a căror componență cuprinde pe Ciprian Parghel, la bass, Tudor Parghel, baterie, și Puiu Pascu, la pian.
Cu ocazia festivalului Jazz Supernight, Mamaia, din iulie 2002, a susținut un recital alături de saxofonistul american Rick Condit, de bateristul italian Fabio Grande și de mai vechii săi colaboratori, pianistul Ion Baciu Jr. și basistul Pedro Negrescu. A apărut de asemenea pe scena Festivalului de Jazz București 2002, alături de Big Band-ul Radiodifuziunii Române.
În 2008 artista a primit numeroase premii, din care o parte pentru albumul "Zamorena" și single-ul "Brasil" lansat în colaborare cu Fly Project și Tom Boxer. Din premiile primite merită amintite: "Artistul anului 2008" și "Cel mai bun cântec pop-dance" la Premiile Radio România Actualități, "Premiul pentru întreaga activitate" la Romanian Music Awards, "Trofeul aniversar" și "Best Hit" la Romanian Top Hits, precum și alte premii în cadrul "Galei sectorului 6", "Eroii din Ring" a ziarului Ring, emisiunilor "Duminica în familie", "Agentul VIP", "Confidential", ș.a. De asemenea, Anca Parghel a fost desemnată "Cetățean de onoare al orașului Câmpulung Moldovenesc", localitatea de origine a artistei.
În decembrie 2008, studio-ul de producție FlyRecords împreună cu Roton au lansat albumul de colinde al artistei intitulat Colind pentru România. În 2009, asociații FlyRecords, Tudor Ionescu, Tudor Parghel și Dan Deneș au participat sub patronajul label-ului Roton la filmarea clipului pentru single-ul "Andale" al artistei, înregistrat în toamna 2008, acesta urmând a fi acompaniat și de lansarea ultimului album pop-dance al artistei.
În februarie 2009, Jurnalul Național și Fundația Anca Parghel au reeditat albumul Midnight Prayer al artistei și l-au lansat în cadrul ediției de colecție a cotidianului dedicată Ancăi Parghel.
Cu ocazia zilei de naștere a artistei în septembrie 2009, Hard Rock Cafe București și Tudor Parghel au organizat în debutul seriei de concerte Blue Monday un concert in memoriam. La acest eveniment au interpretat fii artistei, Tudor și Ciprian Parghel, Puiu Pascu și Alin Constanțiu, având ca invitate speciale pe Paula Seling, Ozana Barabancea și Luiza Zan.

## Familia
Bunica din partea tatălui a Ancăi Parghel era de etnie romă, etnia bunicului fiind necunoscută.

## Decesul
La 28 iunie 2008, Anca Parghel a fost internată în spital în urma unor dureri de cap și de stomac, fiind ulterior diagnosticată cu un  cancer ovarian, care se pare că este ereditar.
Anca Parghel a decedat la 5 decembrie 2008 la Spitalul Județean din Timișoara și a fost înmormântată pe aleea Artiștilor din cimitirul Bellu din București.

## Discografie
- Tinerii dansează (Electrecord, 1986)[14]
- Soul, My Secret Place (Blue Flame, 1987)
- Magic Bird  (cu Mircea Tiberian) (Electrecord, 1990)
- Indian Princess (Blue Flame, 1990)
- Octet Ost (Amadeo, 1990)
- Ron und Tania (Polydor, 1991)
- Is That So? (Koala, 1992)
- Airballoon (Nabel, 1992)
- Beautiful Colours (Nabel, 1993)
- Carpathian Colours (Nabel, 1994)
- Jazz, My Secret Soul (Intercont Music, 1994)
- Indian Princess (Jazz Specials Edition) (Miramar, 1995)
- Noapte albă de crăciun / White Christmas Night (Prima Club, 1994)
- Midnight Prayer (Intercont Music, 1996)
- Primal Sound (Acoustic Music, 1999)
- Zamorena (Roton, 2007) (ft. Tom Boxer)
- Colind pentru România (Roton, 2008) (ft. Fly Project)

## Aprecieri
Elogii și aprecieri aduse marii artiste:
- Aura Urziceanu: "Ceea ce e trist este că era încă tânără și este păcat, este mare păcat că s-a stins din viață. Lasă în urmă doi fii îndurerați, dar ea rămâne vie pentru publicul care a aplaudat-o și a admirat-o. Pe lângă durere, ea rămâne vie în inima tuturor - a publicului. Anca Parghel va fi în continuare cu noi prin ceea ce a realizat - discuri, filmări..."
- Harry Tavitian: "În primul rând a fost o colegă de-a noastră cu care am cântat mulți ani, de la începutul anilor '80, pe la toate festivalurile de jazz - Sibiu, Iași, Costinești, Cluj. Era un talent nativ de la început, era evident lucrul acesta. De la început a fost în prima linie a jazzului românesc, începând cu anii '85, sigur, respectând generațiile. Întotdeauna când aveam ocazia să cântăm împreună era deliciul publicului. Personal, am organizat foarte multe concerte de jazz în Constanța, orașul meu natal, și la multe dintre aceste concerte ea se număra printre invitații principali."
- Mircea Tiberian: "Anca Parghel a fost pentru jazz unul dintre cele mai mari talente pe care le-a dat țara noastră. În afară de voce, avea o capacitate de creație și o vitalitate ieșită din comun. Toate aceste calități au făcut-o o mare cântăreață. Și, probabil că dacă s-ar fi născut pe alte meleaguri, alta ar fi fost traiectoria sa. Pentru noi, a fost important că a existat și este o mare pierdere pentru muzica românească."
- Horia Moculescu: "Probabil că abia dispariția ei va evidenția valorile pe care le-a avut, pentru că a avut o multitudine de talente. A fost pianistă, a fost muziciană, a fost cântăreață, a fost pedagogă, a fost hazoasă, a fost prietenoasă. Cum să mai înlocuiești acum pe cineva care cânta la pian de 35 de ani, cineva care cânta jazz tot de 35 de ani, cineva care a avut mii de concerte... Cum poate fi inlocuit?."
- Johnny Răducanu: "Era o cântăreață foarte importantă pentru noi și... dacă ar fi fost o sută ca ea... O țară are nevoie de o sută de cântărețe grozave", a spus Johnny Răducanu, subliniind faptul că, în România, jazzul duce lipsă de interprete, "în afară de Aura Urziceanu și de alte câteva fete care cochetează cu jazzul. Păcat că a murit. Pe Anca Parghel o cunosc de 20 de ani, dar românii o cunosc abia de un an..."
- Anca Romeci - Radio România Muzical: "Anca Parghel este întristarea tuturor Divelor ce se cred Number One".

### Interviuri
- Anca Parghel - "Nu ma opreste nimic! Simt ca sunt tanara si tot mai tanara!", Corina Pavel, Formula AS - anul 2008, numărul 815